# Синягин, Денис Анатольевич
Денис Анатольевич Синягин (род. 3 февраля 1994, Москва) — российский хоккеист, вратарь.

## Биография
Занимался хоккеем в московских школах «Созвездие» (до 2005), «Русь» (2005—2008), ЦСКА (2009—2010). В сезонах 2010/11 — 2011/12 играл за команду «Лакония Лифс» (Лакония, Нью-Гэмпшир) в Atlantic Junior Hockey League и Metropolitan Junior Hockey League. Признавался лучшим вратарём MJHL, лучшим новичком AJHL. Вернувшись в Россию, с сезона 2012/13 стал играть за команду МХЛ «Красная армия». 17 февраля 2013 дебютировал в КХЛ, проведя единственный матч за ЦСКА — в гостевой встрече против «Спартака» (2:4) у основного вратаря Ильи Проскурякова сломался конёк, и на одну минуту на лёд вышел Синягин. В сезоне 2013/14 в «Красной армии» оказалось четыре вратаря; Синягин провёл только три матча и в начале ноября перешёл в МХК «Динамо» СПб.
15 июля 2015 года подписал контракт с фарм-клубом московского «Спартака» «Химик» Воскресенск из ВХЛ, провёл за команду три сезона. С конца 2015 года стал попадать в заявку «Спартака» на матче КХЛ; 21 января 2016 года сыграл первый матч — дома против «Амура» (2:1). Неудачная игра Атте Энгрена и Евгения Иванникова привела к тому, что Синягин заканчивал регулярный чемпионат в качестве основного вратаря и провёл ещё шесть матчей. В следующем сезоне сыграл ещё в одном матче КХЛ.
Выступал за команды ВХЛ «Южный Урал» (2018/19) и «Динамо» СПб (2019/20 — 2020/21). Был признан лучшим вратарём сезона 2020/21. 15 июля 2021 заключил однолетнее соглашение с «Адмиралом». В сентябре провёл один матч в ВХЛ за аффилированный клуб «Тамбов». За «Адмирал» провёл тоже один матч — 3 ноября в гостях против «Трактора» (1:6). Пропустил шесть шайб, но главный тренер «Адмирала» оценил игру Синягина положительно. После нового года стал играть за «Металлург» Новокузнецк, в дальнейшем — игрок других клубов ВХЛ «Динамо» СПб (2022/23), «Дизель» Пенза (2023/24), «Зауралье» Курган (с 2024/25).
Окончил Московский государственный университет экономики, статистики и информатики (2015).